# 威廉·斯坦克劳斯
威廉·斯坦克劳斯（英語：William Steinkraus，1925年10月12日—2017年11月29日），美国男子马术运动员。他曾代表美国参加1952年、1956年、1960年、1968年和1972年夏季奥林匹克运动会马术比赛，获得一枚金牌、二枚银牌和一枚铜牌。